# Géfosse-Fontenay
Géfosse-Fontenay ist eine französische Gemeinde im Département Calvados in der Region Normandie mit 131 Einwohnern (Stand: 1. Januar 2022). Géfosse-Fontenay gehört zum Arrondissement Bayeux und zum Kanton Trévières. Die Einwohner werden Géfossiens genannt.

## Geografie
Géfosse-Fontenay liegt etwa 37 Kilometer westnordwestlich von Bayeux am Ärmelkanal. Umgeben wird Géfosse-Fontenay von den Nachbargemeinden Grandcamp-Maisy im Norden und Osten, La Cambe im Südosten, Cardonville im Süden und Südosten sowie Osmanville im Süden.

## Bevölkerungsentwicklung
| 1962                      | 1968 | 1975 | 1982 | 1990 | 1999 | 2006 | 2013 |
| ------------------------- | ---- | ---- | ---- | ---- | ---- | ---- | ---- |
| 207                       | 196  | 193  | 161  | 124  | 111  | 136  | 135  |
| Quelle: Cassini und INSEE |      |      |      |      |      |      |      |

## Sehenswürdigkeiten
- Kirche Saint-Pierre aus dem 18. Jahrhundert, Monument historique
- Herrenhaus von L'Hermerel aus dem 15. Jahrhundert, Monument historique
- Herrenhaus von La Rivière aus dem 14. Jahrhundert, Umbauten aus dem 17. Jahrhundert
- Burg Géfosse aus dem 13. Jahrhundert

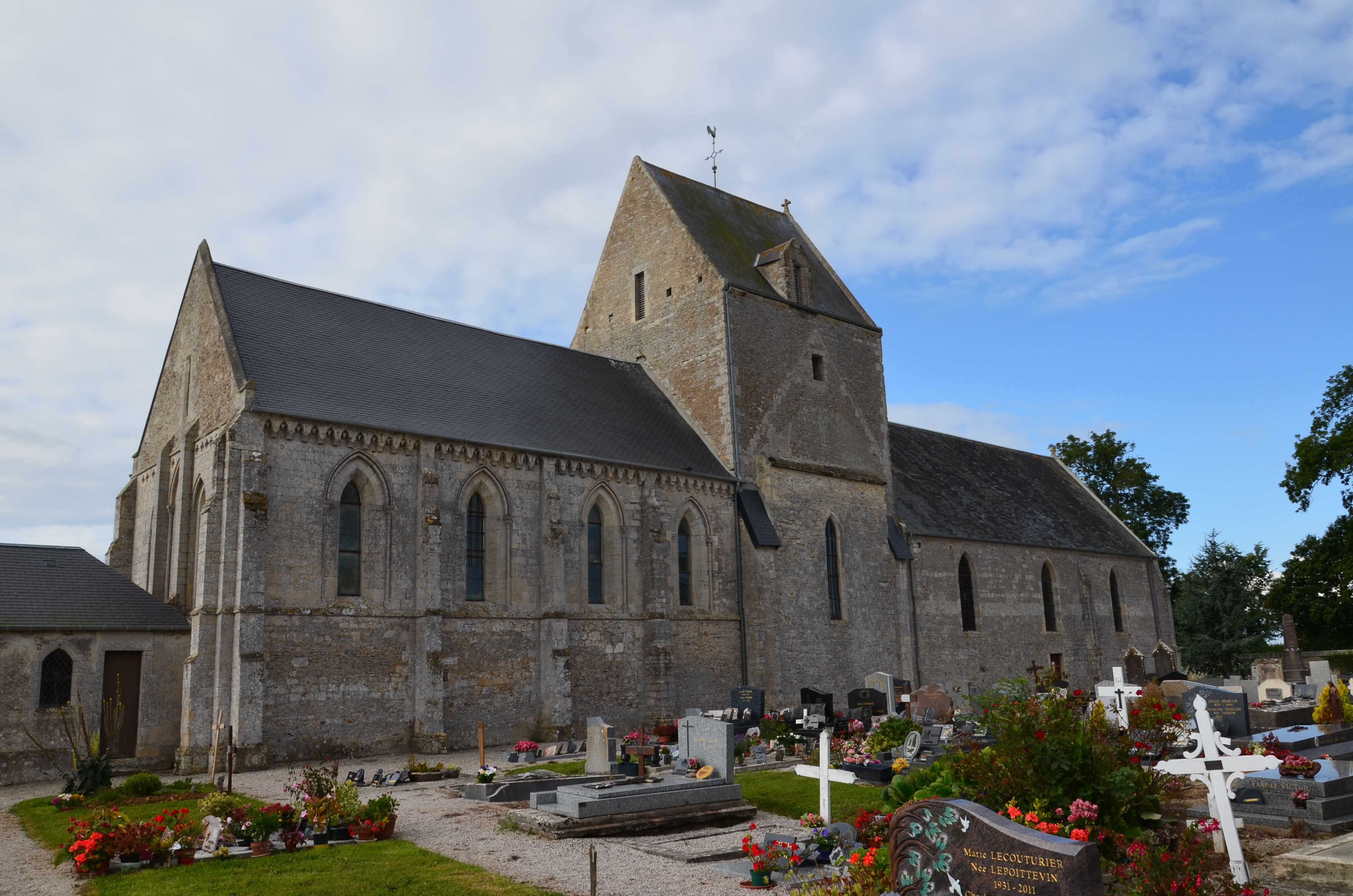
Kirche Saint-Pierre